# Spergularia diandra
Spergularia diandra é uma espécie de planta com flor pertencente à família Caryophyllaceae. 
A autoridade científica da espécie é (Guss.) Boiss., tendo sido publicada em Flora Orientalis 1: 733. 1867.

## Portugal
Trata-se de uma espécie de presença duvidosa no território português, nomeadamente em Portugal Continental.
Em termos de naturalidade é nativa da região atrás referida.

## Protecção
Não se encontra protegida por legislação portuguesa ou da Comunidade Europeia.